# Chrysotoxum caeleste
Chrysotoxum caeleste är en tvåvingeart som beskrevs av Shannon 1926. Chrysotoxum caeleste ingår i släktet getingblomflugor, och familjen blomflugor. Inga underarter finns listade i Catalogue of Life.